# حرف مائل
الحُرْف المائل نوع نباتي يتبع جنس الحُرْف من الفصيلة الصليبية.